# Vigdís Finnbogadóttir
Vigdís Finnbogadóttir Embaixador(a) da boa vontade da UNESCO (Reykjavík, 15 de Abril de 1930) foi a primeira mulher eleita presidente da Islândia, assim como na Europa e no Mundo, e a quarta presidente desse país.

## Biografia
Vigdís Finnbogadóttir nasceu em Reykjavík em 15 de abril de 1930. Seu pai era um engenheiro civil, e professor na Universidade da Islândia. Sua mãe era enfermeira. Após ter passado no exame de matrícula em 1949, Vigdís estudou o idioma francês e literatura francesa na Universidade de Grenoble e na Sorbonne em Paris, de 1949-1953, História do teatro na Universidade de Copenhague.
Participou nos anos 60 e os anos 70 em numerosas reuniões para protestar contra a presença militar dos Estados Unidos em Islândia (e em particular em Keflavík). As centenas de cada ano, às vezes milhares, andaram na estrada de 50 quilômetros a Keflavík dizendo "OTAN do úr de Ísland, burt do herinn"; (literalmente: Islândia fora de OTAN, afastar as Forças Armadas).
Vigdís Finnbogadóttir trabalhou na Companhia de Teatro Reykjavík de 1954-1957 e outra vez de 1961-64. Durante os verões, igualmente, trabalhou como um guia turística. Vigdís ensinou o francês no í Reykjavík de Menntaskólinn de 1962-1967 e no við Hamrahlíð de Menntaskólinn, de 1967-1972. Igualmente ensinou na Universidade de Islândia, assim como cursos franceses na RÚV, a televisão do estado islandês. Era a diretora artística da Companhia de Teatro de Reykjavík (Leikfélag Reykjavíkur), mais tarde, de 1972-1980, do Teatro da cidade. De 1976 a 1980, foi um membro do comité consultivo em casos culturais nos países nórdicos. Em 1996 fundou o Conselho das Mulheres de Líderes do Mundo na escola de John F. Kennedy, na Universidade de Harvard. Dois anos mais tarde foi apontada Presidente da Comissão Mundial da Organização Educacional, Científica e Cultural das Nações Unidas, nas éticas do conhecimento científico e da tecnologia.
Quando Finnbogadottir foi eleita para o cargo político mais alto de seu país, ela fez história como a primeira mulher no mundo a ser eleita presidente e também como a mulher que mais tempo ocupou essa posição. Durante seus 16 anos de mandato, entre 1980 e 1996, ela se tornou um exemplo inspirador para muitas mulheres e meninas islandesas, encorajando-as a se envolverem na vida política do país.
Finnbogadottir era uma mulher divorciada e mãe solteira quando assumiu a presidência, enfrentando considerável resistência na época, à qual respondia com astúcia. Além disso, é uma sobrevivente de câncer de mama. Quando questionada sobre como lideraria o país com apenas um seio, ela replicou com sagacidade: "Nunca foi minha intenção alimentar a nação.